# Mendesium
Mendesium ofwel Mendesion (Latijn: Mendesium unguentum) is een parfum uit het Oude Egypte, gemaakt in de stad Mendes.

## Geschiedenis
Zowel Pedanius Dioscorides als Plinius de Oudere hebben dit parfum beschreven. Pedanius Dioscorides vermeldt de ingrediënten behenolie (afkomstig van de Moringa oleifera), mirre, wilde kaneel en hars. Plinius de Oudere spreekt over behenolie, mirre en hars. Ook de Griekse arts Paulus Aegineta schreef over mendesium. Deze is gemaakt van olie uit eikels, mirre, cassia, terpentijn en kaneel.  Verder worden kardemom en galbanum als ingrediënten genoemd. Mendesium werd gebruikt als parfum en voor de behandeling van pijnlijke spieren.